# Nikolaï Artchakov
Nikolaï Ivanovitch Artchakov (en russe : Николай Иванович Арчаков) est un aviateur soviétique, né le 27 août 1913 et mort le 7 décembre 1961. Pilote d'assaut et As de la Seconde Guerre mondiale, il fut distingué par le titre de Héros de l'Union soviétique.

## Carrière
Né le 27 août 1913 dans une famille de paysans du village de Teliatinki (Телятники), dans l'actuelle oblast de Riazan, Nikolaï Artchakov décida de suivre des cours de pilotage dans un aéroclub civil à partir de 1934.
En 1941, il fut mobilisé dans l'Armée rouge et fut d'abord versé dans l'infanterie ; et c'est comme simple fantassin qu'il participa à la bataille de Moscou, à l'hiver 1941-1942. Il entreprit ensuite de suivre une formation de pilote d'assaut, brevet de qualification qu'il obtint en 1943. Il prit part à la conquête des États baltes, durant l'été 1944, puis à l'attaque de la Prusse-Orientale pendant l'hiver 1944-1945. En avril 1945 il fut promu kapitan (capitaine) et chef d'escadrille, celle-là même qui avait effectué plus de 1 000 missions de guerre en un an, du 999.ShAP (régiment d'assaut aérien) de la 277.ShAD (division d'assaut aérien) au sein du troisième front biélorusse.
À l'issue du conflit, Artchakov demeura dans l'armée et prit sa retraite comme podpolkovnik (lieutenant-colonel) en 1955. Il est décédé le 7 décembre 1961 et enterré à Saint-Pétersbourg.

## Palmarès et décorations

### Tableau de chasse
Nikolaï Archakov n'a officiellement obtenu aucune victoire aérienne. Mais en tant que pilote d'assaut, il a, au cours de 162 missions de combat, détruit :
- 6 chars ;
- 3 avions ;
- 55 véhicules ;
- 35 pièces d'artillerie ;
- 25 bunkers.

### Décorations
- Héros de l'Union soviétique le 29 juin 1945 (médaille no 6340) ;
- Ordre de Lénine ;
- Ordre de Souvorov de 3e classe ;
- Ordre de la Guerre patriotique de 1re et 2e classe ;
- Deux fois décoré de l'ordre du Drapeau rouge ;
- Trois fois décoré de l'ordre de l'Étoile rouge.